# Stefano Docimo
Stefano Docimo (Roma, 20 aprile 1945 – 31 dicembre 2014) è stato uno scrittore e poeta italiano.

## Biografia
Nasce da famiglia borghese, figlio del magistrato della Corte dei Conti Elio Docimo e della cantante attrice Chiaretta Gelli, nome d'arte di Yvette da Todi. Già adolescente, complice anche l'amicizia e la frequentazione con Bruno Spirito, nipote del filosofo Ugo Spirito, inizia a vivere con estrema conflittualità la sua origine borghese. Grazie a tale conflittualità, agli inizi degli anni sessanta, al pari con il crescere del fermento intellettuale e politico di quel periodo, viene attratto della cosiddetta neoavanguardia letteraria del novecento che lo portò ad avvicinarsi al Gruppo 63. Questo consente lui di affacciarsi alla ribalta poetica distinguendosi come giovane autore verbovisivo e redattore sulle pagine della rivista Marcatré (1963-1969) dove pubblica, tra l'altro, l'opera Mixage Zero nell'ultimo numero della rivista.
Dal 1972 è stato socio della Società di Linguistica Italiana e, grazie anche all'amicizia con Valentino Zeichen inizia una serrata attività creativa che lo portò a partecipare a numerose letture e manifestazioni pubbliche di poesia e letteratura tra le quali La Tartaruga nel 1975 e al Laboratorio di poesia diretto da Elio Pagliarani nel 1977. 

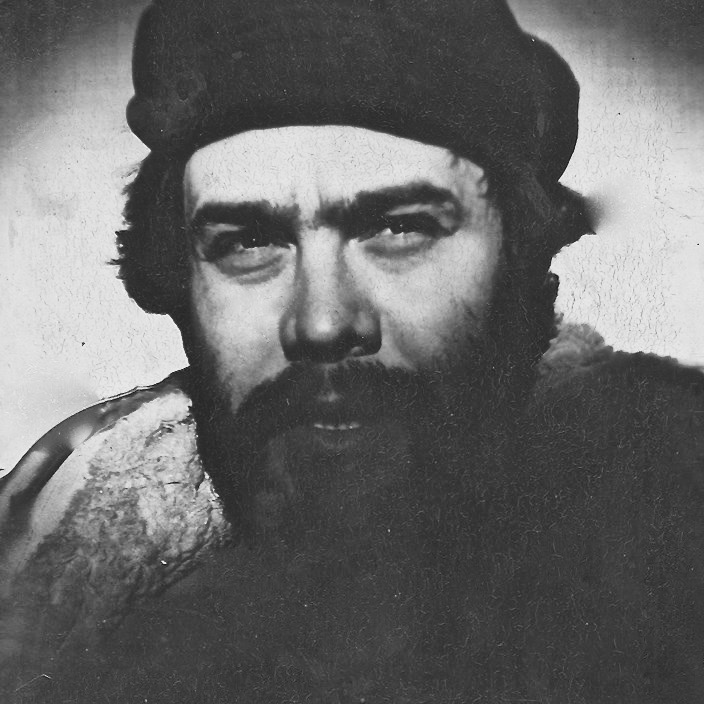
Stefano Docimo, Roma 1977

Tra il 1977 e il 1985 ha collaborato alle terze pagine di riviste di letteratura e linguistica e quotidiani nazionali, tra cui Paese Sera e L'Umanità di cui ha curato la terza pagina. Nel 1978 fonda con Benito Jacovitti Il Cantagallo, rivista di satira politica diretta da Umberto Giubilo.

Bisognerà, però, attendere il 1985 per la pubblicazione della sua prima opera "Ponti d'oro" (Roma, Il Ventaglio) che lo farà uscire da una zona di comodo dove, in qualche modo, egli si era rifugiato tanto per questioni personali, quanto per la propria ritrosia verso tutto ciò che una maggiore notorietà avrebbe potuto comportare. Seguirono altre due opere e fino alla fine del decennio è stato poi ideatore, promotore e organizzatore insieme ai suoi cari amici Franco Cavallo e Mario Lunetta, della rassegna Magazzini Generali di poesia presso l'omonima Associazione culturale a fondata a Roma da Armando Soldaini e riferimento romano per le avanguardie letterarie di quegli anni.  
"Faccio scrittura, in modo caparbio, ma l'avverbio non le rende giustizia, non si sovrappone, lasciando all'interpretazione proprio quel modo pressante, corporale, sottomettendolo così ad una intenzione più metafisica, leggera, mentale per l'appunto, alleggerendone l'hic et nunc prepositivo; quel povero corpo, quel suo stare e sostare, anche. E ancora, troppo mediatico: quel suo scivolare, seguendone il moto ondulatorio, verso l'invisibile, l'artefatto."
 Suoi testi poetici e critici sono apparsi in varie riviste e antologie. Tra le riviste: La terra del fuoco, Altri Termini, Dismisura, Anterem, Gradiva, Zeta, La Taverna di Auerbach , di cui è stato redattore, Kr991 ecc. Tra le antologie e i manuali:Coscienza & Evanescenza, Verso Roma Roma in versi, Postpoesia, La poesia nel Lazio, Discorsi interminabili, Lo sparviero sul pugno, Poesia italiana della contraddizione, Nel paese delle rose, Voci, Resistenze, Fare e disfare è tutto un lavorare, Bollettario ecc.
Ne segue un periodo sabbatico nel quale si limiterà alla scrittura di contributi critici e da cui uscirà dedicandosi dai primi anni novanta fino alla sua morte al Sindacato Nazionale Scrittori (oggi Sezione Nazionale Scrittori della confederazione CGIL) di cui è stato anche Segretario Generale. Le sue linee politiche furono subito rivolte verso quelle nuove forme di espressione che richiedevano una rappresentatività di pari dignità rispetto a quella che egli riteneva essere la vulgata nazionale più retriva.
Nel settembre del 2015, in occasione della XXIII edizione del Premio Feronia-Città di Fiano in sua memoria, è stato aggiunto tra gli altri un "Premio speciale Stefano Docimo" aggiudicato a Marcello Teodonio per la curatela delle opere di Mauro Marè (Il Cubo, 2014).

## Opere
- Ponti d'oro (Roma, Il Ventaglio 1985)
- Tratto di Scena (Flugfly) (Frosinone, Dismisura 1986)
- La città di Liebeshandel (Alatri, Hetea 1987)
- Il Peto di Camone (Roma, Onyx Ebook 2013)
- Corpo del testo assente (Roma, Robin 2014)
- La fine continua - articoli, saggi e testi - (Roma, Onyx Ebook 2016)

## Antologie e pubblicistica
Suoi testi poetici e critici sono apparsi in numerose riviste e antologie tra le quali: 
- Altri Termini
- Dismisura
- Nel paese delle rose
- Voci
- Resistenze
- Discorsi interminabili
- Fare e disfare è tutto un lavorare
- La Taverna di Auerbach [1987 - 1990]
- Coscienza & Evanescenza
- Poesia italiana della contraddizione
- Marcatré

## Contributi critici
- La maschera della Gioconda / Antonella Zagaroli (Alatri, Hetea 1987) Prefazione di Stefano Docimo
- Codici : poesie / Aldo Ferraris (Verona, Antere 1993) Nota critica di Stefano Docimo
- Post modernità e oltre : testi e figure del 900 (Roma, ENAP 1997) a cura di Stefano Docimo